# Disillusion
A Disillusion egy progresszív metal zenekar, Németországból, Lipcséből. 1994-től aktívak, több zenész megfordult hosszabb-rövidebb ideig a frontember Andy "Vurtox" Schmidt körül.

## Történet

### Kezdetek – a demó korszak
A Disillusion zenekart 1994-ben alapította öt diák a szászországi Zwickau-ban. Az első felállás: Tobias Spier, Andy Schmidt, Alexander Motz, Jan Stölzel és Markus Espanhain volt. Az elkövetkező három évben sokat koncerteztek és három demót rögzítettek, aminek köszönhetően főleg a helyi körökben szereztek elismerést, bár lemezszerződéshez nem jutottak. 1996-ban Markus kilépett, így egy ideig basszusgitáros nélkül működtek, majd mikor Motz, Stölzel és Spier is kilépett Andy egyedül maradt.

### Új felállás – áttörés
2000 környékén Rajk Barthel(gitár) és Jens Maluschka(dobok) csatlakoztak Andyhez, a zenekar székhelye Lipcsébe tevődött át. Feldemózták a Three Neuron Kings című négy számos EP-t. a zenekar egy dohos próbahelyiségében egy Pentium II-es 400 Mhz-es számítógépen Ezen felvétel hatására kezdte komolyan venni a szakma a zenekart, kaptak koncertezési lehetőségeket, több zenei versenyt is megnyertek, többek között pl.: a német Legacy német könnyűzenei szaklap "Support the Underground" vetélkedőjét. 2002 márciusában koncertezni indultak, majd augusztusban a Voice of Life Records jóvoltából kiadták a két számos The Porter kislemezt, aminek hatására a Metal Blade Records négylemezes szerződést ajánlott, amit el is fogadtak. A nagylemez előmunkálatai már ekkor elkezdődtek.

### Back To The Times of Splendor – siker
Az első nagylemez felvételei 2003 májusától decemberig tartottak. A megjelenési dátum négyszeri elhalasztásával végül 2004 áprilisában megjelent a Back To The Times of Splendor hat számos, közel 57 perces debüt album, amelyben a zenekar bevallása szerint csaknem három évnyi munka van. A német metál színtér, majd később a nemzetközi underground berkekből jövő elismerés sem maradt el. Számtalan koncertet adtak, felléptek a Summer Breeze fesztiválon öt vendégzenésszel kiegészítve, majd októberben európai koncertsorozat következett az Amon Amarth-al.

### Gloria – merre tovább
A zenekar együttműködve a film-m produkcióval nekilátott az új album megírásának a KickTheFlame stúdióban, ami 2006 októberében meg is jelent Gloria címmel. Az album vegyes véleményeket váltott ki, mivel hangulata nagyban eltért az előző anyagétól, de a Disillusion jegyeit magában hordozta. Decemberben Jens Maluschka kilépett, aki helyébe 2007-ben Alex Sasch Tscholakov állt be a dobokhoz, de betegség miatt nem tudta vállalni a koncertezést, így azokat lemondani kényszerültek. A nyári fesztiválos fellépésekhez új csapat verbuválódott: Clemens Frank a Hidden In The Fog-ból segített ki a doboknál, Alla Fedynich pedig a basszusgitárt vette kezelésbe. Szeptemberben elkezdődött az új lemez megírása, ami jelenleg is tart. 2008-ban Maluschka ismét csatlakozott, és az új basszusgitáros Matthias Becker lett. 10 évi együttműködés után 2009-ben Barthel elhagyta a zenekart. Alig öt hónappal később 2010 áprilisában a zenekar ismét összeáll egy koncertre Lipcsében.

## Tagok

### Jelenlegi tagok
- Vurtox a.k.a. Andy Schmidt – vokál/gitár/billentyűk (1994–től napjainkig)
- Jens Maluschka – dobok (2000–2007, 2008−tól napjainkig)
- Sebastian Hupfer – gitár (2016–től napjainkig)
- Ben Haugg – basszusgitár (2016–tól napjainkig)[8]

### Korábbi tagok
- Matthias Becker – basszusgitár (2008–2016)
- Tobias Spier – vokál, gitár (1994–1997)
- Alex Motz – dobok (1994–1997)
- Clemens Frank – dobok (2007)
- Markus Espenhain – basszusgitár (1994–1996)
- Jan Stölzel – billentyűk (1994–1997)
- Jörg Heinze – gitár (2000)
- Ralf Willis – basszusgitár (2005)
- Shya Hely – háttérvokál[9] (2004-2005)
- Alex Sasch Tscholakov – dobok (1997–2000, 2007–2008)
- Alla Fedynitch – basszusgitár (csak koncerten, 2007–2008)
- Rajk Barthel – gitár (1999–2009)

## Diszkográfia

### Stúdió albumok
- Back to Times of Splendor (2004)
- Gloria (2006)
- The Liberation (2019)[10]
- AYAM (2022)[11]

### Demok és EP(k)
- Rehearsal (demo) (1995)
- Subspace Insanity (demo) (1996)
- Red (demo) (1997)
- Three Neuron Kings (EP) (2001)

### Kislemez(ek)
- The Porter (single) (2002)
- Alea (single) (2016)[12]

### Egyebek[13]
- Fate of Norns Release Shows (2004) az Amon Amarth split válogatás lemezén[14]
- Maximum Metal Vol. 109 (CD, Válogatás, Promo)
- Legacy 04/02 (CD, Válogatás)
- Nuclear Blast Soundcheck Series – Volume 29 (CD, Válogatás, Promo)
- Dynamit Vol. 41 (CD)
- Legacy 02/04 (CD, Válogatás)
- Off Road Tracks Vol. 79 (CD, Válogatás)
- 13th Street – The Sound Of Mystery 2 (2CD, Válogatás)
- Maximum Metal Vol. 109 (CD, Válogatás, Promo)
- Maximum Metal Vol. 111 (DVD, Válogatás, Promo)
- Rock Tribune – CD Sampler November 2006 (CD, Válogatás, Promo)
- Sonic Seducer Cold Hands Seduction Vol. 64 (CD, Válogatás)
- Metal Blade Records Inc. 1982 – 2007 (CD, Promo, Válogatás)